# さぬき市志度総合運動公園野球場

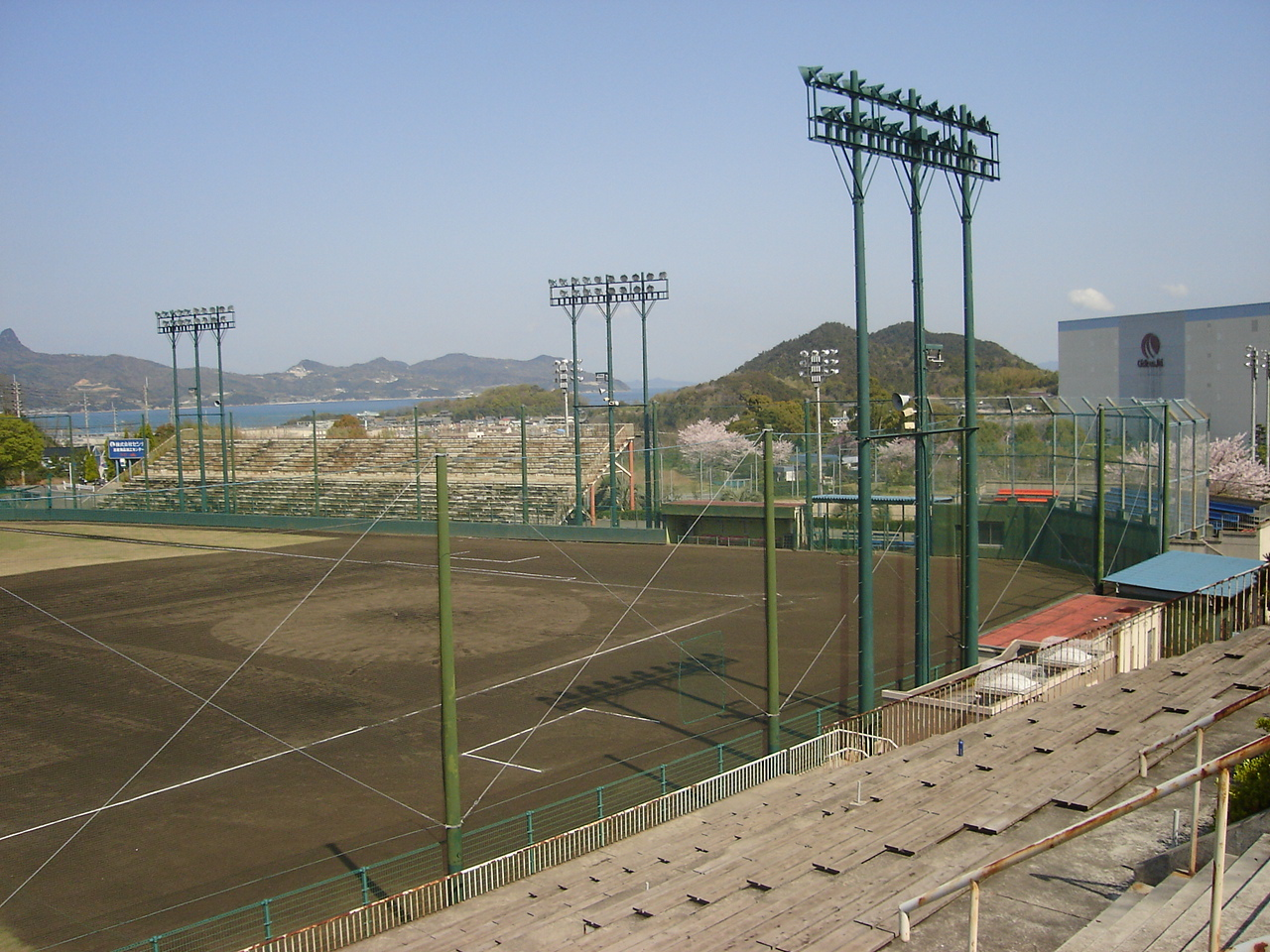
志度球場三塁側から

さぬき市志度総合運動公園野球場（さぬきししどそうごううんどうこうえんやきゅうじょう）は香川県さぬき市の志度総合運動公園内にある野球場。2009年5月22日より、ネーミングライツにより「アークバリア ベースボールパーク 志度」という愛称が付けられていた。2015年現在はこの愛称は使用されていない。

## 概要
1984年（昭和59年）4月1日開場。
1993年の国民体育大会（東四国国体）高校野球（硬式）の会場として使用された。現在は高校野球秋季県予選や四国アイランドリーグplus・香川オリーブガイナーズの主催試合の一部を開催している。2010年には、香川県営野球場（レクザムスタジアム）が高校野球秋季四国大会の会場となった関係で、香川が出場したグランドチャンピオンシップの試合が当球場で開催された。
一塁側スタンドがエントランス(入り口)アーチを為す、独特の構造をしている。
また三塁側スタンドは非対称形で、隣接するさぬき市志度音楽ホールへの斜面に接している。
施設を管理するさぬき市は、歳入確保の一環として2009年3月に、他の2つの球場（津田・長尾）と合わせて命名権の売却先を公募していたが、5月22日に高松市に本社を置くアークバリアと契約を締結した。契約は2013年度末までの5年間であった。2014年度以降についての報道や発表はなされていない。2015年3月現在も総合運動公園ウェブサイト内の球場の案内には命名権による名称が記されていたが、2015年9月時点では削除された。一方、2015年3月に発表された四国アイランドリーグplusの試合日程表に記載された球場の通称は「志度総合運動公園」で、前年3月発表の日程表における「アークバリアBP志度」から変更されている。また地元紙である四国新聞の報道においては、2014年8月時点では「アークバリアBP志度」の表記であったが、2015年4月には「志度総合運動公園」の表記に変わっている。ちなみに長尾については2015年3月30日付では愛称名だったが、同年5月18日付では「長尾総合運動公園」である。

## 施設概要
- グラウンド面積：12,233m2
- 両翼：91m、中堅：121m
- 内野：黒土混合土、外野：天然芝
- 収容人員：5,000人（バックネット裏：座席、内野一・三塁側：仮設スタンド、外野：芝生席）
- スコアボード：パネル式　DH制非対応
- ナイター設備（簡易型）6基照度　不明

## 交通機関
- 鉄道：四国旅客鉄道（JR四国）高徳線　志度駅・高松琴平電気鉄道志度線 琴電志度駅下車　徒歩20分
- バス：さぬき市コミュニティーバス志度～小田線　徳島文理大・音楽ホール口直ぐ
- 最寄りのインターチェンジ：高松自動車道　志度インターチェンジ